# Giovanni Simeone
Giovanni Pablo Simeone Baldini (Buenos Aires, 5 luglio 1995) è un calciatore argentino, attaccante del Torino, in prestito dal Napoli.

## Biografia
Nato a Buenos Aires, è il figlio primogenito di Diego Simeone, allenatore di calcio ed ex calciatore affermato a livello internazionale, e della modella Carolina Baldini. È soprannominato El Cholito, diminutivo del soprannome del padre El Cholo. Anche i fratelli Gianluca e Giuliano hanno intrapreso la carriera calcistica.
Il 25 maggio 2022 si sposa con la modella Giulia Coppini nella chiesa di San Salvatore al Monte (Firenze).

## Caratteristiche tecniche
Gioca come centravanti, ruolo in cui ha dimostrato buone doti da opportunista e una notevole freddezza sotto porta. Nonostante la statura non particolarmente elevata, fa del colpo di testa una delle sue armi migliori. Inoltre, possiede una buona velocità in contropiede e in progressione.

## Carriera

### Club

#### Gli inizi, Genoa
Si mette in evidenza nel settore giovanile del River Plate, approdando in prima squadra. A 20 anni, nonostante l'interesse dei club italiani, si trasferisce al Banfield segnando 12 gol in campionato.
Nell'estate 2016 arriva in Europa, venendo acquistato dal Genoa per 3 milioni. Esordisce in Serie A il 18 settembre, nella partita che vede i liguri sconfitti per 2-0 dal Sassuolo. Una settimana più tardi, realizza il suo primo gol portando i rossoblu in vantaggio sul Pescara (la gara termina 1-1). Il 27 novembre è protagonista della vittoria contro la Juventus, in cui segna una doppietta nel 3-1 finale. Quattro giorni dopo, va in gol per la prima volta in Coppa Italia sbloccando il punteggio nella sfida col Perugia (vinta 4-3 dalla sua squadra).
Il giovane argentino si impone tra le rivelazioni del campionato, contribuendo alla salvezza del Grifone, nonostante un calo di rendimento nel girone di ritorno.

#### Fiorentina e Cagliari
Nell'agosto 2017 è acquistato dalla Fiorentina per 18 milioni di euro. La prima stagione in maglia viola è molto positiva con un bottino di 14 gol e con l'apice della sua prima tripletta nel campionato italiano, il 29 aprile 2018 al Franchi, che permette ai gigliati di battere per 3-0 un Napoli impegnato nella corsa allo scudetto: il risultato costa, di fatto, ai partenopei la possibile conquista del titolo.
Nella seconda annata, al contrario, offre un rendimento negativo che lo porta a realizzare solo 6 gol in campionato, con la Fiorentina che otterrà la salvezza solo all'ultima giornata; in Coppa Italia si segnala per la doppietta nella goleada 7-1 inflitta alla Roma a Firenze.
Il 30 agosto 2019 Simeone si trasferisce al Cagliari con la formula del prestito con obbligo di riscatto fissato a 16 milioni di euro. Il 1º settembre esordisce con la maglia dei sardi nella partita persa in casa contro l'Inter (1-2). Il 15 settembre, in casa del Parma, segna il suo primo gol nella gara vinta per 3-1 dai sardi. Dopo una prima parte di stagione altalenante, al rientro dal lockdown va a segno per quattro gare consecutive, andando per la terza volta in doppia cifra per un totale di 12 reti complessive.
L'anno successivo inizia bene per lui (che segna pure una doppietta nel successo per 2-3 contro il Torino), per poi calare alla distanza, terminando la stagione con 6 gol segnati.

#### Verona
Dopo aver giocato pochi minuti per il Cagliari nella partita con lo Spezia, il 26 agosto 2021 viene ceduto al Verona con la formula del prestito oneroso da circa 1 milione di euro e il diritto di riscatto fissato a 12 milioni. Il 13 settembre, gioca da titolare la partita in casa del Bologna. Il successivo 25 settembre trova il primo gol, aprendo le marcature nella partita in casa del Genoa. Il 24 ottobre realizza la sua prima quaterna della carriera, segnando i 4 gol del Verona nella sfida casalinga vinta per 4-1 contro la Lazio; conferma il buon avvio di stagione, anche realizzando la doppietta decisiva nel successo casalingo 2-1 sulla Juventus. Chiude la sua prima stagione a Verona con 17 reti segnate e 6 assist forniti in 35 presenze, risultando essere il secondo giocatore ad aver realizzato più di 15 gol in una stagione di Serie A con gli Scaligeri dopo Luca Toni. Il 13 giugno 2022 il Verona trova un accordo con il Cagliari, proprietaria del cartellino dell'argentino, che viene quindi riscattato a tutti gli effetti per 10,5 milioni di euro.

#### Napoli
Il 18 agosto 2022 viene ufficializzato il suo passaggio al Napoli in prestito per 3,5 milioni di euro con diritto di riscatto fissato a 12 milioni, tramutabile in obbligo al verificarsi di determinate condizioni sportive. Sceglie d'indossare la maglia numero 18. Debutta con i partenopei il 28 agosto seguente, in occasione del pareggio per 0-0 in casa della Fiorentina, sua ex squadra, subentrando a Victor Osimhen nell'ultimo quarto d'ora del match. Il 7 settembre fa il suo debutto anche in Champions League, nuovamente subentrando ad Osimhen, e dopo pochi minuti sigla anche il suo primo gol nella competizione e con la maglia azzurra, contribuendo alla vittoria per 4-1 dei partenopei sul Liverpool. Il 18 settembre decide il match vinto a San Siro contro il Milan, segnando il gol del definitivo 1-2, il primo in Serie A con il Napoli. Il 26 ottobre segna la sua prima doppietta con i partenopei, nonché la prima in Champions League, nel successo casalingo sui Rangers per 3-0, diventando così anche il secondo giocatore argentino, dopo suo padre, a realizzare quattro gol nelle prime quattro presenze nella massima competizione europea. Il 17 gennaio 2023, al debutto in Coppa Italia con i partenopei, segna la rete del momentaneo vantaggio nel match casalingo contro la Cremonese, valido per gli ottavi di finale e terminato con l'eliminazione degli azzurri ai calci di rigore, dopo che sia i tempi regolamentari che quelli supplementari si sono chiusi col risultato di 2-2. Il 29 gennaio seguente sigla il gol decisivo nella vittoria casalinga contro la Roma (2-1), valida per la 20ª giornata di campionato. Il successivo 4 maggio, in virtù del pareggio per 1-1 del Napoli contro l'Udinese, si aggiudica il primo scudetto della sua carriera, il terzo della storia per il club partenopeo. Il 15 giugno seguente il Napoli riscatta l'attaccante; Simeone sottoscrive un contratto valido fino al 2026, con opzione di prolungamento fino al 2027.
Nella stagione 2023-2024 i numeri dell'attaccante argentino calano: sono infatti solo 3 le reti realizzate in 37 presenze complessive. L'annata si rivela, in generale, negativa per la squadra azzurra, che chiude il campionato al 10º posto, mancando la qualificazione alle coppe europee per la prima volta dopo 14 anni.
La stagione seguente, sotto la nuova guida di Antonio Conte, vede invece i partenopei trionfare in campionato per la seconda volta in tre anni, conquistando il quarto scudetto della loro storia, grazie al successo casalingo contro il Cagliari (2-0) del 23 maggio 2025, valevole per l'ultima giornata di Serie A. Simeone, pur laureandosi nuovamente campione d'Italia con gli azzurri, nel corso dell'anno continua a essere utilizzato principalmente come centravanti di riserva, alle spalle di Romelu Lukaku, totalizzando solamente 2 reti in 33 presenze complessive.

#### Torino
Il 7 agosto 2025 viene ceduto al Torino in prestito, con diritto di riscatto fissato a 7 milioni di euro più 1 di bonus e tramutabile in obbligo all'ottenimento di almeno un punto in campionato dei granata a partire dal 1º febbraio 2026. Esordisce con i granata il 18 dello stesso mese, subentrando a Ché Adams nel secondo tempo della gara di Coppa Italia contro il Modena, vinta per 1-0.

### Nazionale
In possesso della doppia cittadinanza, spagnola e argentina, decide di rappresentare quest'ultima. Convocato con la rappresentativa Under-20 in occasione del campionato continentale di categoria, si mette in luce in essa aiutando, con 9 reti, la propria nazionale a imporsi per la quinta volta nella competizione.
Forte delle prestazioni fornite con la nazionale Under-20, nel 2016 viene convocato per le Olimpiadi di Rio.
Nel 2018, il commissario tecnico Lionel Scaloni lo chiama per la prima volta in nazionale maggiore. Debutta il 7 settembre, realizzando un gol nell'amichevole con il Guatemala vinta 3-0.
Nell'ottobre del 2022 viene inserito nella lista dei pre-convocati per i Mondiali di calcio in Qatar, non rientrando però nella rosa finale.

## Statistiche

### Presenze e reti nei club
Statistiche aggiornate al 18 agosto 2025.
| Stagione           | Squadra            | Campionato         | Campionato | Campionato | Coppe nazionali | Coppe nazionali | Coppe nazionali | Coppe continentali | Coppe continentali | Coppe continentali | Altre coppe | Altre coppe | Altre coppe | Totale | Totale |
| Stagione           | Squadra            | Comp               | Pres       | Reti       | Comp            | Pres            | Reti            | Comp               | Pres               | Reti               | Comp        | Pres        | Reti        | Pres   | Reti   |
| ------------------ | ------------------ | ------------------ | ---------- | ---------- | --------------- | --------------- | --------------- | ------------------ | ------------------ | ------------------ | ----------- | ----------- | ----------- | ------ | ------ |
| 2013-2014          | River Plate        | PD                 | 17         | 2          | CA              | 2               | 0               | CS                 | 0                  | 0                  | -           | -           | -           | 19     | 2      |
| 2014               | River Plate        | PD                 | 7          | 0          | CA              | -               | -               | CS                 | 4                  | 2                  | -           | -           | -           | 11     | 2      |
| gen.-giu. 2015     | River Plate        | PD                 | 3          | 0          | CA              | -               | -               | CL                 | 0                  | 0                  | SA+RS       | 0           | 0           | 3      | 0      |
| Totale River Plate | Totale River Plate | Totale River Plate | 27         | 2          |                 | 2               | 0               |                    | 4                  | 2                  |             | 0           | 0           | 33     | 4      |
| giu.-dic. 2015     | Banfield           | PD                 | 18         | 7          | CA              | 1               | 0               | -                  | -                  | -                  | -           | -           | -           | 19     | 7      |
| gen.-giu. 2016     | Banfield           | PD                 | 16         | 5          | CA              | 1               | 0               | -                  | -                  | -                  | -           | -           | -           | 17     | 5      |
| Totale Banfield    | Totale Banfield    | Totale Banfield    | 34         | 12         |                 | 2               | 0               |                    | -                  | -                  |             | -           | -           | 36     | 12     |
| 2016-2017          | Genoa              | A                  | 35         | 12         | CI              | 2               | 2               | -                  | -                  | -                  | -           | -           | -           | 37     | 14     |
| 2017-2018          | Fiorentina         | A                  | 38         | 14         | CI              | 2               | 0               | -                  | -                  | -                  | -           | -           | -           | 40     | 14     |
| 2018-2019          | Fiorentina         | A                  | 36         | 6          | CI              | 4               | 2               | -                  | -                  | -                  | -           | -           | -           | 40     | 8      |
| Totale Fiorentina  | Totale Fiorentina  | Totale Fiorentina  | 74         | 20         |                 | 6               | 2               |                    | -                  | -                  |             | -           | -           | 80     | 22     |
| 2019-2020          | Cagliari           | A                  | 37         | 12         | CI              | 0               | 0               | -                  | -                  | -                  | -           | -           | -           | 37     | 12     |
| 2020-2021          | Cagliari           | A                  | 33         | 6          | CI              | 0               | 0               | -                  | -                  | -                  | -           | -           | -           | 33     | 6      |
| lug.-ago. 2021     | Cagliari           | A                  | 1          | 0          | CI              | 1               | 0               | -                  | -                  | -                  | -           | -           | -           | 2      | 0      |
| Totale Cagliari    | Totale Cagliari    | Totale Cagliari    | 71         | 18         |                 | 1               | 0               |                    | -                  | -                  |             | -           | -           | 72     | 18     |
| ago. 2021-2022     | Verona             | A                  | 35         | 17         | CI              | 0               | 0               | -                  | -                  | -                  | -           | -           | -           | 35     | 17     |
| 2022-2023          | Napoli             | A                  | 25         | 4          | CI              | 1               | 1               | UCL                | 7                  | 4                  | -           | -           | -           | 33     | 9      |
| 2023-2024          | Napoli             | A                  | 28         | 1          | CI              | 1               | 0               | UCL                | 6                  | 1                  | SI          | 2           | 1           | 37     | 3      |
| 2024-2025          | Napoli             | A                  | 30         | 1          | CI              | 3               | 1               | -                  | -                  | -                  | -           | -           | -           | 33     | 2      |
| Totale Napoli      | Totale Napoli      | Totale Napoli      | 83         | 6          |                 | 5               | 2               |                    | 13                 | 5                  |             | 2           | 1           | 103    | 14     |
| 2025-2026          | Torino             | A                  | -          | -          | CI              | 1               | 0               | -                  | -                  | -                  | -           | -           | -           | 1      | 0      |
| Totale carriera    | Totale carriera    | Totale carriera    | 359        | 87         |                 | 19              | 6               |                    | 17                 | 7                  |             | 2           | 1           | 397    | 101    |

### Cronologia presenze e reti in nazionale
| Cronologia completa delle presenze e delle reti in nazionale ― Argentina | Cronologia completa delle presenze e delle reti in nazionale ― Argentina | Cronologia completa delle presenze e delle reti in nazionale ― Argentina | Cronologia completa delle presenze e delle reti in nazionale ― Argentina | Cronologia completa delle presenze e delle reti in nazionale ― Argentina | Cronologia completa delle presenze e delle reti in nazionale ― Argentina | Cronologia completa delle presenze e delle reti in nazionale ― Argentina | Cronologia completa delle presenze e delle reti in nazionale ― Argentina |
| Data                                                                     | Città                                                                    | In casa                                                                  | Risultato                                                                | Ospiti                                                                   | Competizione                                                             | Reti                                                                     | Note                                                                     |
| ------------------------------------------------------------------------ | ------------------------------------------------------------------------ | ------------------------------------------------------------------------ | ------------------------------------------------------------------------ | ------------------------------------------------------------------------ | ------------------------------------------------------------------------ | ------------------------------------------------------------------------ | ------------------------------------------------------------------------ |
| 7-9-2018                                                                 | Los Angeles                                                              | Argentina                                                                | 3 – 0                                                                    | Guatemala                                                                | Amichevole                                                               | 1                                                                        | 90+1’                                                                    |
| 12-9-2018                                                                | East Rutherford                                                          | Colombia                                                                 | 0 – 0                                                                    | Argentina                                                                | Amichevole                                                               | -                                                                        | 85’                                                                      |
| 11-10-2018                                                               | Riad                                                                     | Argentina                                                                | 4 – 0                                                                    | Iraq                                                                     | Amichevole                                                               | -                                                                        | 57’                                                                      |
| 16-10-2018                                                               | Gedda                                                                    | Brasile                                                                  | 1 – 0                                                                    | Argentina                                                                | Amichevole                                                               | -                                                                        | 88’                                                                      |
| 20-11-2018                                                               | Mendoza                                                                  | Argentina                                                                | 2 – 0                                                                    | Messico                                                                  | Amichevole                                                               | -                                                                        | 73’                                                                      |
| 19-6-2023                                                                | Giacarta                                                                 | Indonesia                                                                | 0 – 2                                                                    | Argentina                                                                | Amichevole                                                               | -                                                                        | 85’                                                                      |
| Totale                                                                   |                                                                          | Presenze                                                                 | 6                                                                        |                                                                          | Reti                                                                     | 1                                                                        |                                                                          |

## Palmarès

### Club

#### Competizioni nazionali
- Campionato argentino: 1

River Plate: Final 2014
- Campionato italiano: 2

Napoli: 2022-2023, 2024-2025

#### Competizioni internazionali
- Coppa Sudamericana: 1

River Plate: 2014
- Recopa Sudamericana: 1

River Plate: 2015
- Coppa Suruga Bank: 1

River Plate: 2015

### Nazionale
- Campionato sudamericano Under-20: 1

Uruguay 2015

### Individuale
- Capocannoniere del Campionato sudamericano di calcio Under-20: 1

Uruguay 2015 (9 gol)